# 新宿21世紀
ライブハウス新宿21世紀は、1976年に西新宿に開店した老舗ライブハウス。オーナーは樋渡隆弘。ステータスの高い生バンドで歌えて楽しめる、参加型ライブハウスを運営。

## 歴史
- 1974年 前身となる『センチュリー』（10坪の店）を開店
- 1976年 場所を現在地に移転しライブハウス『新宿21世紀』を開店
- 1984年 ロサンゼルス五輪選手団を迎えて壮行会・祝勝会を開催
- 1985年8月25日 京王プラザホテルにて『開店10周年パーティー』を200名動員して開催
- 1986年5月 全面改装
- 1988年 ロサンゼルス五輪体操金メダリスト森末慎二をプロデュース
- 7月25日 チャリティーコンサートを開催、翌年芸能界デビュー
- 1991年 平井堅がボーカリストで在籍（1992年まで）
- 1993年 東野英治郎（テレビドラマ『水戸黄門』初代黄門役）の孫であり東野英心の息子である東野克がボーカリストとして在籍
- 1994年 『我が街新宿』（TBS）に出演
- 1996年 尾田悟をプロデュース（2000年まで） ‘97年11月15日コンサートを開催
- ※ 尾田悟（テナーサックス奏者）日本ジャズ界の最高峰の栄誉『南里文雄賞』を受賞。日本のレスター・ヤングと呼ばれる
- 1999年 ドクター中松をして「お母さんが亡くなった時に行きたい店」と言わしめる
- 2000年9月 井上良（早見優の父）ジャズ・コンサートを開催
- 2000年12月31日 『21世紀到達イベント』を開催
- 2002年4月18日 『ミュージックカクテル（平井堅特集）』（NHK）の出演
- 2004年9月30日 体操塚原光男・直也親子 アテネ五輪金メダル祝勝会を開催
- 2004年12月 安部譲二夫妻が日本実業出版中村社長と共に来店
- 2005年10月 30周年記念CD『マーヤー・カミュ』を発売
- 2006年4月 当店OB野井洋児作曲『七色の明日/BoA』がヒット
- 2006年9月 『開店30周年パーティー』を盛大に開催
- 2011年10月 『開店35周年パーティー』を盛大に開催
- 2012年 マーヤー・カミュ「東日本復興応援DVD」を発表
- 2016年10月 『開店40周年パーティー』を盛大に開催

## 過去の著名な在籍者
- 平井堅 学生時代に在籍。歌の基礎、ステージングを学ぶ。その後、オーディションに合格し、メジャーデビューを果たす。『大きな古時計』や『瞳をとじて』などが大ヒット。
- 野井洋児 キーボーディストとして在籍。多種多様な曲をこなし音楽性を広げる。BoA、上戸彩、中森明菜などに楽曲を提供している。BoAの『七色の明日』は紅白歌合戦出場曲。
- 小田純平 30年以上のキャリアを持つシンガー。聴衆を引き込む歌声は天下一品。キム・ヨンジャ、小金沢昇司などに楽曲提供。
- 森末慎二 ロサンゼルス五輪体操の金メダリスト。樋渡隆弘が芸能界入りをプロデュース。
- 東野克（とうのかつ） 俳優・東野英心の息子で、TVドラマ『水戸黄門』の東野英治郎の孫。専門学校卒業後に在籍。ユニバーサルミュージックよりメジャーデビュー。映画俳優としても活動中。
- 小形誠（おがたまこと） シンガーソングライター。TOKIOの「advance」の作詞・作曲をはじめ、AKB48に楽曲提供をする。在籍時はビートルズやオリジナルナンバーを披露。